# Robert Jenkinson
Robert Jenkinson, 2. hrabě z Liverpoolu (7. června 1770 Londýn – 4. prosinec 1828 Surrey) byl britský státník, člen strany Toryů a premiér. Jeho vláda byla známá prováděním represivních opatření, která měla zajistit veřejný pořádek, ale také provedením země obdobím radikalismu a nepokojů, které následovaly po napoleonských válkách. Mezi důležité události období kdy byl Jenkinson premiérem je možno zařadit napoleonské války, Vídeňský kongres, uvalení cla na dovoz kukuřice, masakr v Peterloo a začátek debaty o emancipaci katolíků.

## Mládí
Jenkinson se narodil 7. června 1770 jako syn Charlese Jenkinsona, 1. hraběte z Liverpoolu a blízkého rádce Jiřího III., a jeho manželky Amelie Wattsové. Studoval na škole v Charterhouse a poté na Christ Church v Oxfordu.
Roku 1790 vyhrál volby do Dolní sněmovny za obvod Rye, ale jednání parlamentu se mohl účastnit až po dosažení věku 21 let. S podporou svého otce a svého politického talentu se brzy stal vlivným členem strany Toryů. V únoru pronesl v parlamentu obhajobu vládní politiky vůči Rusku a později další mimo jiné proti zákazu obchodu s otroky.
V době kdy hrozilo nebezpečí války s Francií byl Jenkinson jedním z prvních ministrů, který se zařadil do armády. Roku 1794 se stal plukovníkem a vojenské povinnosti ho vedly k jeho časté nepřítomnosti v parlamentu. Roku 1796 byl pluk, ve kterém sloužil vyslán do Skotska. Jeho otec nesouhlasil s Jenkinsonovým úmyslem oženit se s Louisou Harveyovou, ale po přímluvě Pitta a krále se 25. března 1795 s ní oženil.

## Politická kariéra
Do vlády Henryho Addingtona vstoupil jako ministr zahraničí a do jeho agendy patřila jednání vedoucí k uzavření mírové dohody podepsané v Amiens s Francií. Větší část jeho funkčního období se zabýval vztahy s Francií a Spojenými státy. V druhé vládě Williama Pitta mladšího zastával funkci ministra vnitra. Po Pittově smrti mu král nabídl křeslo premiéra, ale ten to odmítl, protože si byl vědom, že není schopen zajistit vládě většinu v dolní komoře parlamentu. Po dobu kdy byl předsedou vlády William Wyndham Grenville se stal Jenkinson vůdcem opozice. Roku 1807 vstoupil do vlády Williama Cavendish-Bentincka jako ministr vnitra.
Roku 1809 přijal nabídku Spencera Percevala a stal se v jeho vládě ministrem války a kolonií. Jeho prvním počinem zjistit od Arthura Wellesleye, prohlášení o tom, že je schopen odrazit útok Francouzů.

## Premiér

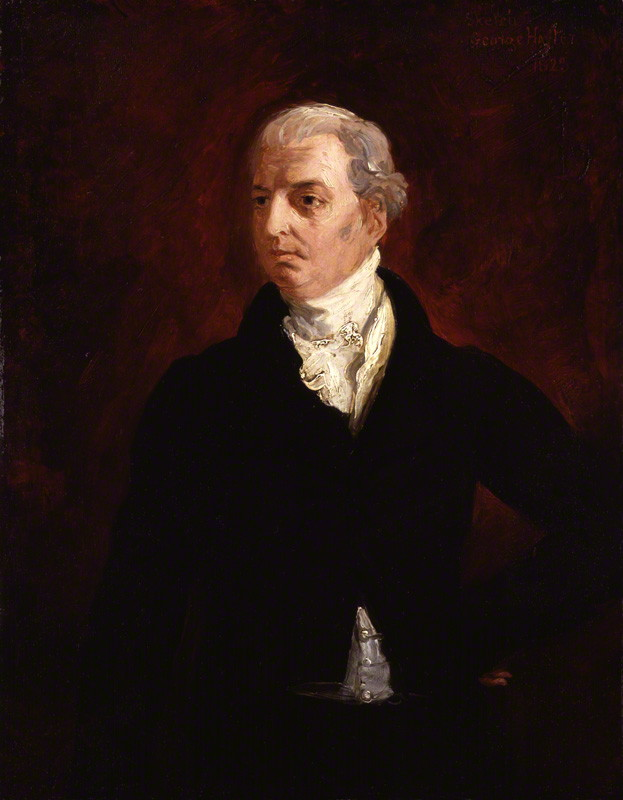
obraz z roku 1823

Po atentátu na Percevala v květnu 1812 se Jenkinson stal jeho nástupcem a lord Castlereagh se stal předsedou Dolní sněmovny. Po neúspěšném hlasování v dolní komoře oba rezignovali. Princ regent zjistil, že je nemožné vytvořit jinou koalici a tak Jenkinsona 8. června potvrdil ve funkci. Jenkinson se ve své funkci ukázal jako schopný politik, který dokázal udržet v rovnováze liberální a konzervativní křídlo Toryů.
Británie porazila Francii v napoleonských válkách a Jenkinsonovi byl udělen Podvazkový řád. Na mírových jednáních, která následovala, se snažil zabezpečit nezávislost Nizozemí, Španělska, Portugalska a omezit expanzi Francie do prostoru jejich předválečných hranic, bez narušení její národní integrity. Pro dosažení tohoto cíle byl ochoten vrátit Británií dobyté kolonie. Na Vídeňském kongresu v lednu 1815 bylo uzavřeno obranné spojenectví s Rakouskem a Francií. Poté následovalo několik let míru.
Velká úroda v letech 1819 až 1822 snížila ceny a zvedla vlnu požadavků po ochranářských opatřeních. Zemědělská lobby v parlamentu přinutila roku 1815 Jenkinsona podpořit přijetí zákona zakazujícího dovoz obilí. Jenkinson byl příznivcem volného obchodu, nicméně akceptoval tento zákon jako přechodné opatření. Hlavním ekonomickým problémem byl stav státních financí, které byly vyčerpány válečnými náklady. Parlament roku 1816 odmítl prodloužit platnost výběru daní na válečné úrovni a tak si ministři na náklady svých rezortů museli brát půjčky.
Daně nakonec musely vzrůst, aby pokryly úroky z půjček a snížily státní dluh, což vedlo v letech 1812 až 1822 k nárůstu vnitropolitického napětí. V té době začaly skupiny nespokojenců zvaných Luddité ničit průmyslové stroje především v textilních továrnách. Zprávy tajné služby naznačovaly vznikající síť nespokojených politicky organizovaných skupin. Tato situace byla vyhodnocena jako nebezpečná a byly přijaty zákony dočasně omezující některé občanské svobody, bylo zrušeno právo na spravedlivý soudní proces (Habeas corpus), bylo zrušeno právo na svobodné veřejné vystoupení a zakázáno svolání demonstrací.
V 19. století a zvláště v období kdy byl Jenkinson premiérem byla otázka emancipace katolíků předmětem velkých sporů. Roku 1805 ve svém prohlášení vyjádřil svůj názor na tento problém. Uvedl v něm, že speciální vztah panovníka vůči Anglikánské církvi a odmítnutí katolíků přísahat na svrchovanost, zdůvodňuje jejich vyloučení z politické moci. V průběhu své kariéry na tomto pohledu setrval, i když připustil jisté drobné korekce omezení práv katolíků, ale vyloučil možnost jejich účasti v parlamentu.
Roku 1825 byl navržen zákon podporující částečnou emancipaci katolíků. V Dolní sněmovně byl přijat, a když Robert Peel pohrozil svou rezignací, bylo Jenkinsonovi jasné, že svou pozici ve vztahu ke katolíkům ve vládě neuhájí a odstoupil. Jeho nástupcem se stal George Canning. Katolická emancipace byla ale dokončena až přijetím dalšího zákona roku 1829.

## Pozdní období
Jenkinsonova první žena zemřela ve věku 54 let. Brzy se oženil s Mary Chesterovou, dlouholetou manželčinou přítelkyní. V dubnu 1827 byl postižen záchvatem mrtvice a později ještě dvěma dalšími. Třetí záchvat byl nejtěžší a 4. prosince 1828 zemřel. Byl pohřben v Hawkesbury v hrabství Gloucestershire.